# راگنار سونسون (ورزشکار)
راگنار سونسون (انگلیسی: Ragnar Svensson; ۳۱ دسامبر ۱۸۸۲ – ۵ ژوئن ۱۹۵۹) معمار، هنرمند، و قایقران قایق بادبانی اهل سوئد بود.